# Eremo del Vivo
La pieve di San Marcello e l'annesso oratorio di San Bartolomeo, noti come l'Eremo del Vivo, sono due edifici sacri che si trovano in località Vivo d'Orcia.
La pieve di San Marcello si trova nell'antico borgo del Vivo, davanti a Palazzo Cervini. È oggi completamente trasformata anche nell'orientamento. Consacrata nel 1726, è dedicata al Papa Marcello I, omonimo di Papa Marcello II, al secolo Marcello Cervini, eletto papa il 10 aprile 1555.
L'oratorio di San Bartolomeo, denominato Ermicciolo, è situato presso le sorgenti del Vivo, circa un chilometro a sud della pieve. Fu probabilmente la prima sede dell'Eremo del Vivo, la cui formazione è attribuita a San Romualdo all'inizio dell'XI secolo. Il piccolo edificio è ad unica navata conclusa con abside semicircolare. Da notare il ricco apparato decorativo della facciata che presenta nella parte superiore una serie di arcatelle pensili sostenute da mensolette e da due colonnette che dividono il complesso decorativo in tre parti. Anche l'abside presenta un coronamento di arcatelle pensili.

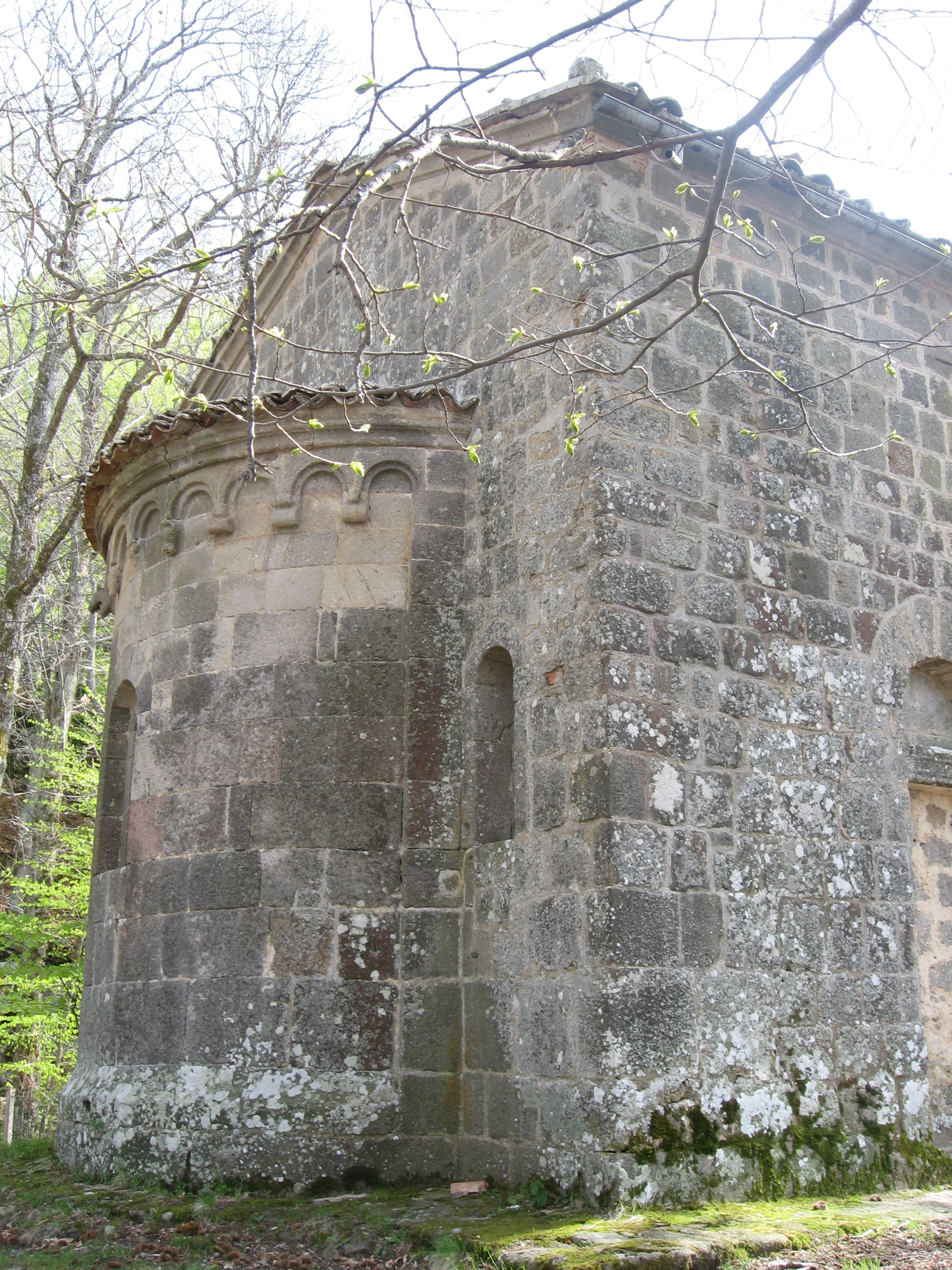
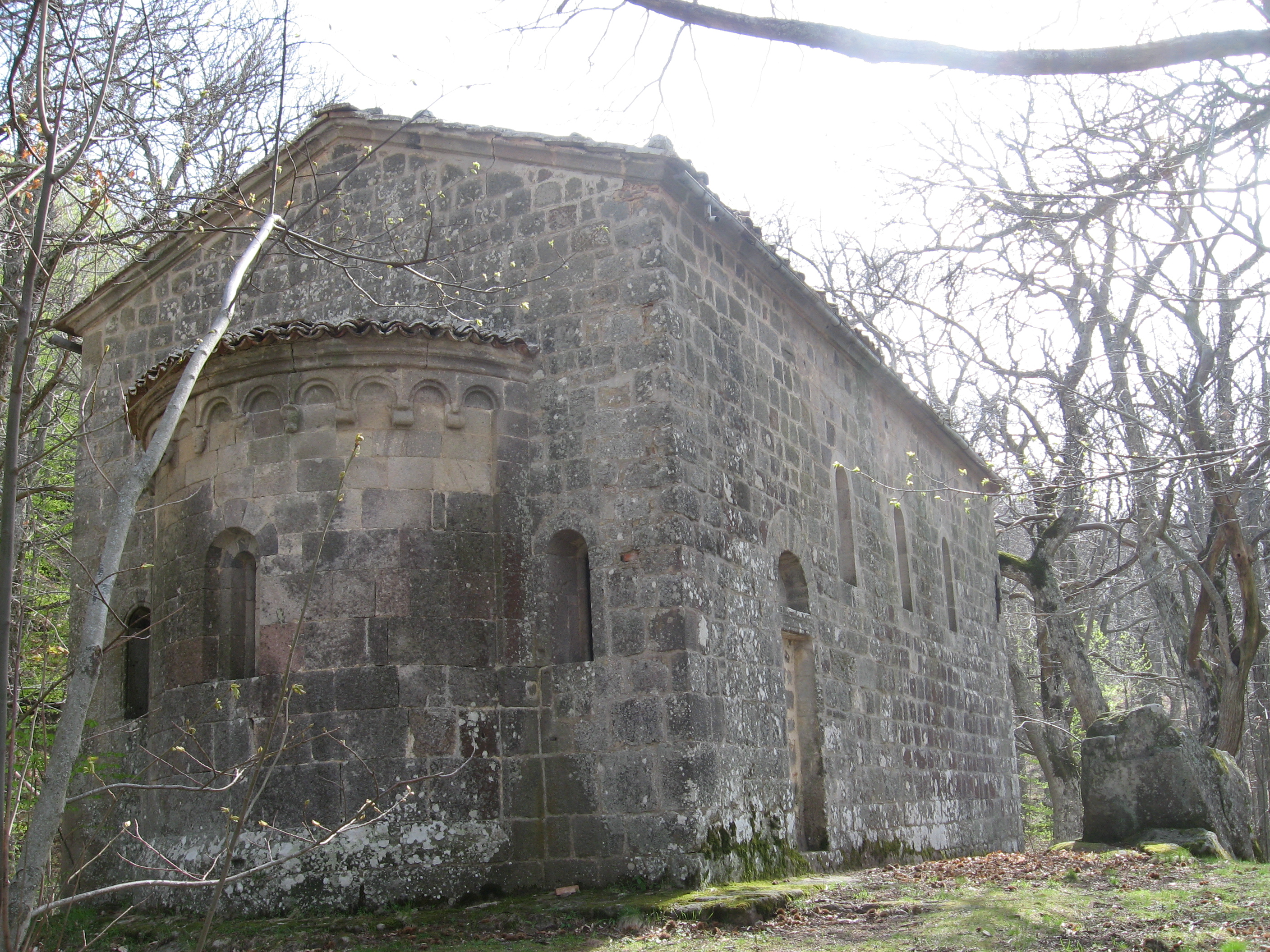
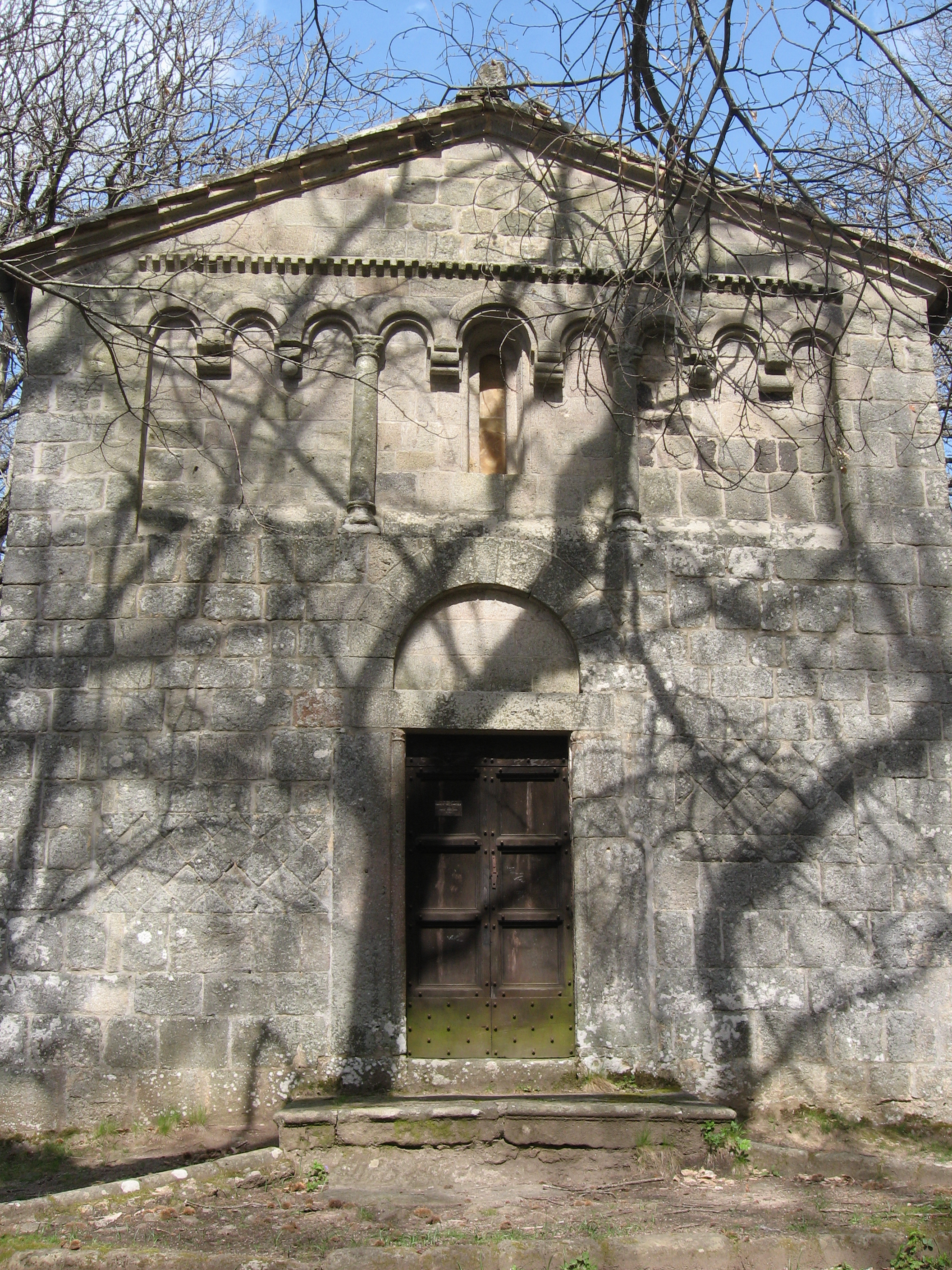
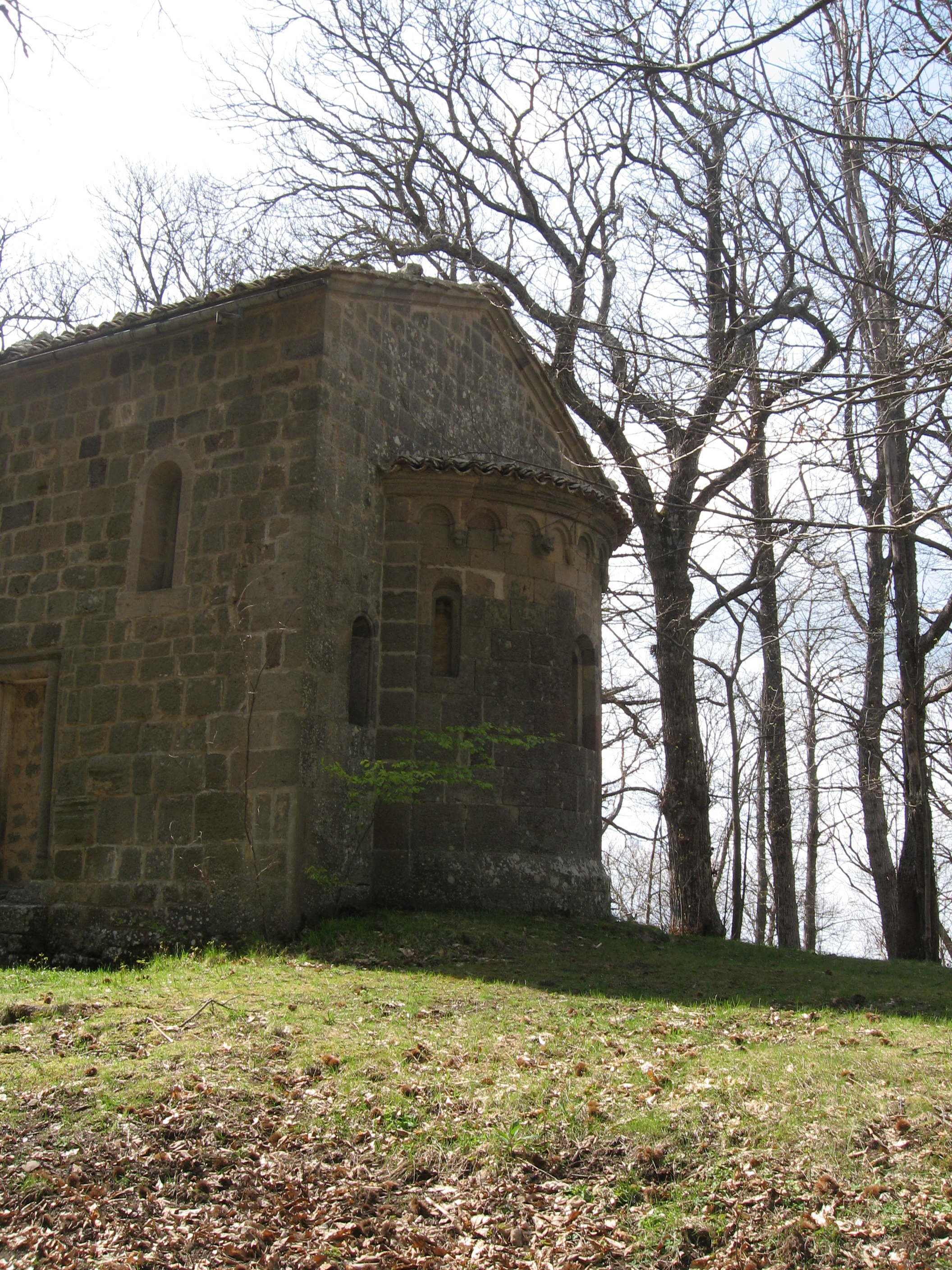
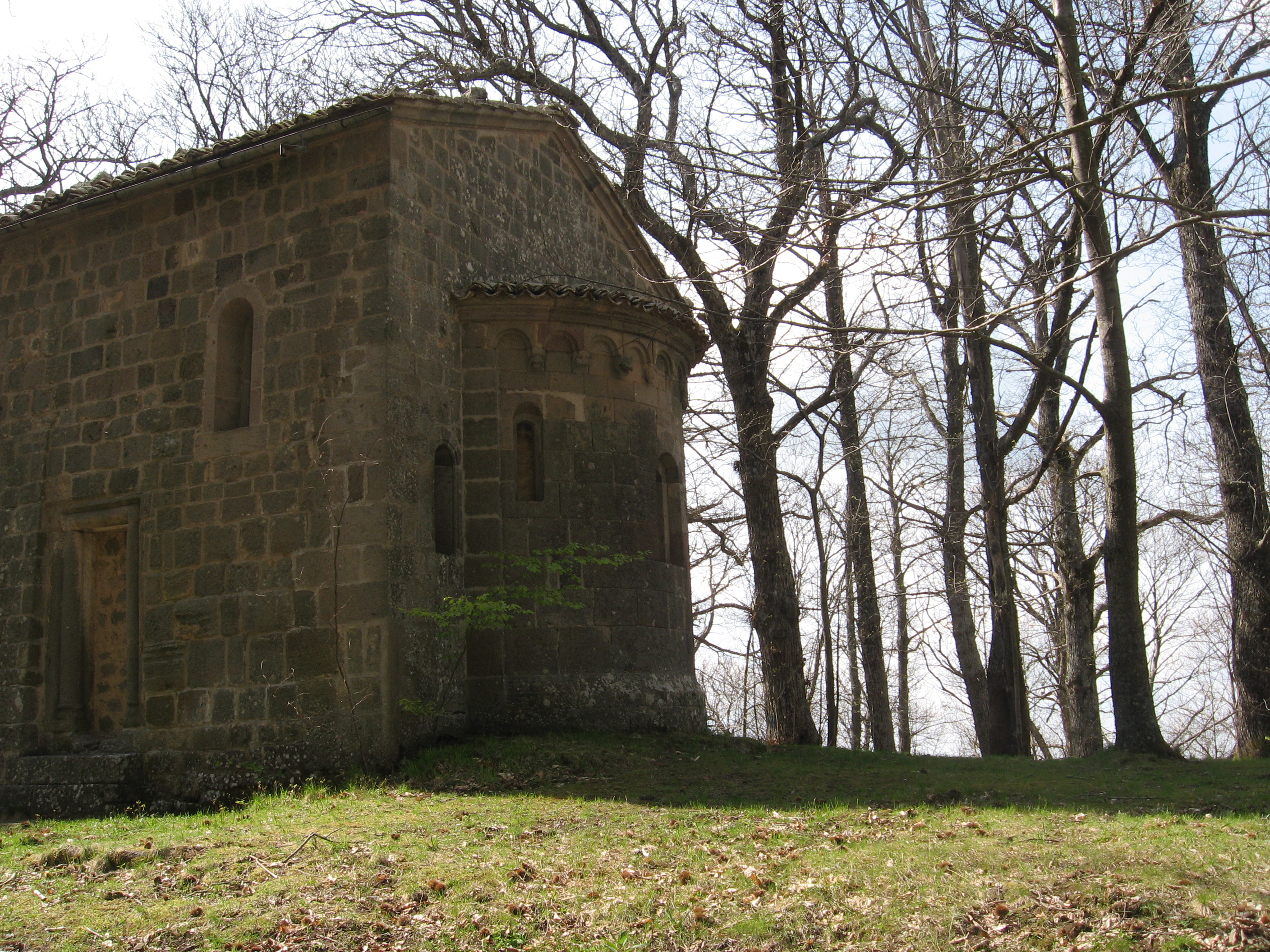
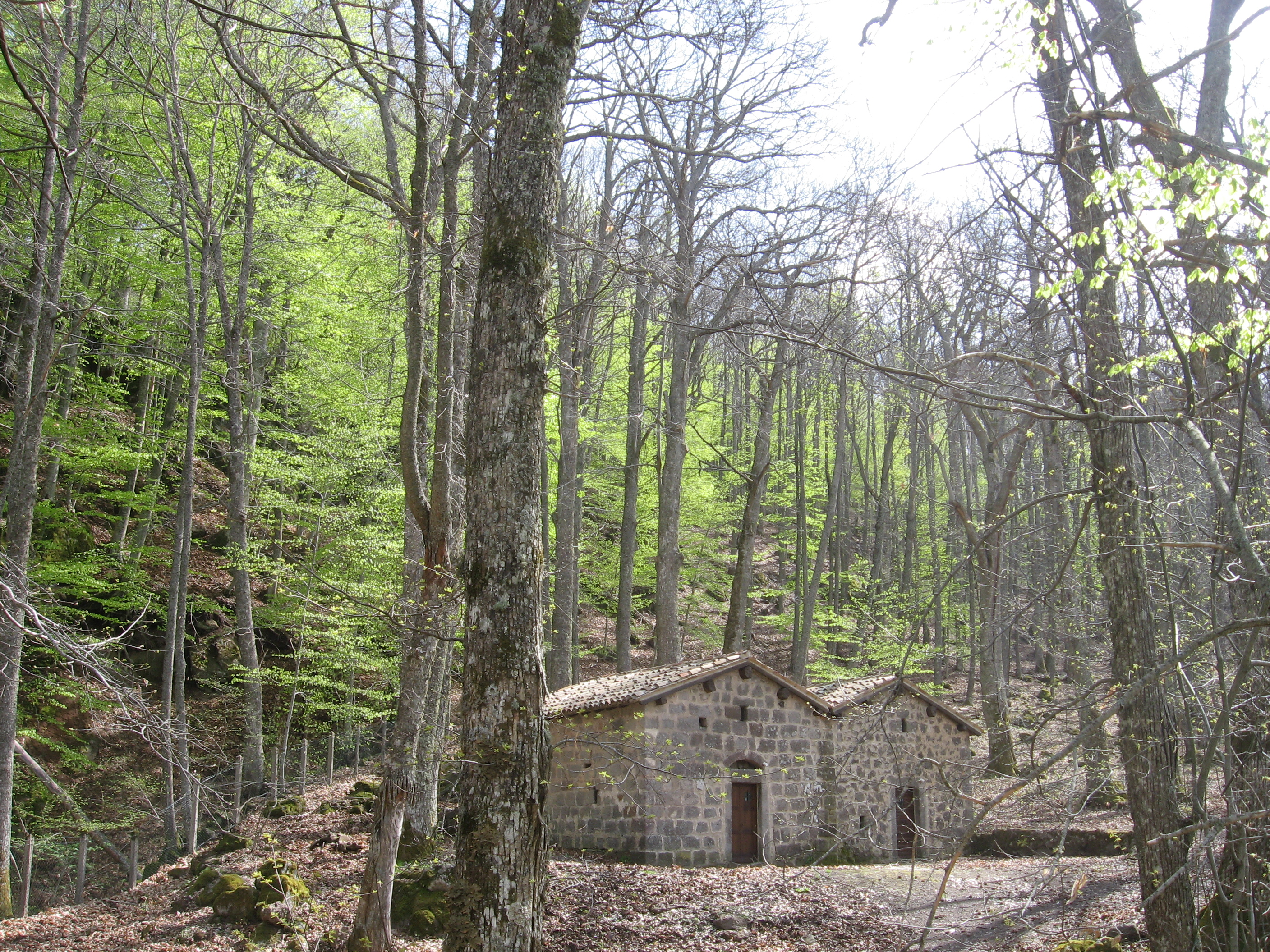